# Ajò
Ajò (anche ajòni o ajòne, in còrso 
scritto aiò) è un'espressione comune a tutte le lingue e dialetti parlati in Sardegna e Corsica, e utilizzata molto spesso anche nella rispettiva variante regionale dell'italiano e del francese.

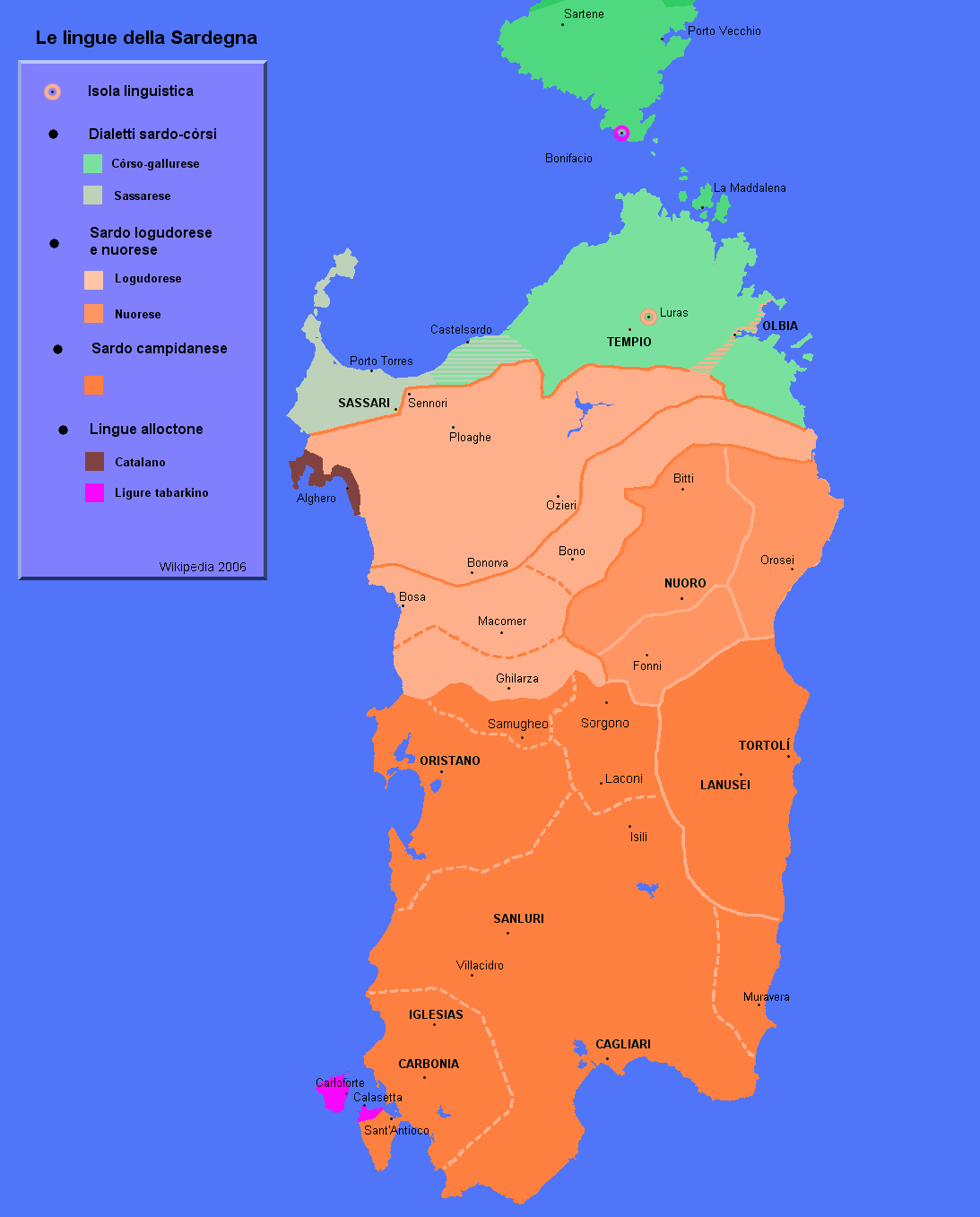
Diffusione dei dialetti in Sardegna

Usata in molteplici contesti, la parola ajò corrisponderebbe a una forma orfana nella 1ª persona plurale dell'evoluzione romanza del verbo ire ("andare" in latino) evolutosi in un intermedio alare, è sovrapponibile al francese allons, dove in francese aller è tuttora in uso, e traducibile letteralmente con "andiamo!" quindi come un invito a muoversi, partire o fare qualcosa, similarmente a "dai!", "orsù!".
Si può quindi dire che in generale "Ajó" è usato per indicare informalmente tutte le espressioni che incitano movimento (andiamo, dai, è il tuo turno, sbrigati, d'accordo, ecc...)

## Uso nell'italiano regionale
L'espressione è d'uso comune nell'italiano regionale della Sardegna dove, al pari di eja ("sì" in italiano), è considerata un'espressione sarda fortemente caratterizzante e viene utilizzata sovente come intercalare caricaturale o in attività di vario genere. In sintesi, l'uso di questa espressione in italiano è da intendersi come incitazione caricata da maggior entusiasmo rispetto ad altre espressioni alternative.
probabilmente anche la parola aiuto e' coniugata ai  :AiGittoriu

## Ajò! Dimonios!
In forma di esortazione imperativa, l'intercalare fa parte del motto che chiude l'inno ufficiale della Brigata Sassari, scritto nel 1994: